# Abetarda-azul
Sisão-azulado ou abetarda-azul (Eupodotis caerulescens) é uma espécie de ave da família Otididae.
Pode ser encontrada nos seguintes países: Lesoto e África do Sul.
Os seus habitats naturais são: matagal árido tropical ou subtropical, campos de gramíneas subtropicais ou tropicais secos de baixa altitude, terras aráveis e pastagens.
Está ameaçada por perda de habitat.